# Claninnata
Claninnata, jedno od plemena Multnomah Indijanaca, porodica chinookan, koje je u ranom 19. stoljeći živjelo na jugozapadu otoka Sauvie, na ušći Willamette u Columbiju, Oregon. Prvi ih spominju Lewis i Clark, koji za njih kažu da su imali pet kuća i oko 200 duša.